# Henricia retecta
Henricia retecta är en sjöstjärneart som beskrevs av A.M. Clark och Courtman-Stock 1976. Henricia retecta ingår i släktet Henricia och familjen krullsjöstjärnor. Inga underarter finns listade i Catalogue of Life.